# Bipes tridactylus
Espèce
Synonymes
- Hemichirotes tridactylus Dugès in Cope, 1894

Statut de conservation UICN

 LC  : Préoccupation mineure
Bipes tridactylus est une espèce d'amphisbènes de la famille des Bipedidae.

## Répartition
Cette espèce est endémique du Guerrero au Mexique.

## Publication originale
- Cope, 1894 : On the genera and species of Euchirotidae. The American naturalist, vol. 28, p. 436-437 (texte intégral).